# South Downs
Els South Downs són un conjunt de turons situats al litoral sud d'Anglaterra.
Estan formats per roca calcària (creta), que es va formar durant l'orogènesi alpina, alguns d'aquests turons estan en primera línia de mar i constitueixen penya-segats. Tenen una extensió de 670 km², des de la vall de l'Itchen, al comtat de Hampshire, a l'est, fins al cap de Beachy, al comtat de East Sussex, a l'extrem oposat. Forma part d'un parc natural protegit per l'administració que ocupa una àrea més gran. Des de fa centenars d'anys l'ús com a lloc de pasturatge ha configurat el seu aspecte actual on la vegetació dominant és l'herba curta. També inclou una important zona de boscos de teix.

## Toponímia
El terme downs ve de l'anglès antic dūn, que vol dir «turó». Aquesta paraula va adquirir el sentit de «pradera elevada» al llarg del segle xiv. Aquests turons porten l'adjectiu south («sud») per distingir-los d'un altre relleu calcari, els North Downs, que s'estenen gairebé en paral·lel als del sud, amb una separació de 48 km, comptats des de l'acabament del Weald.

## Descripció

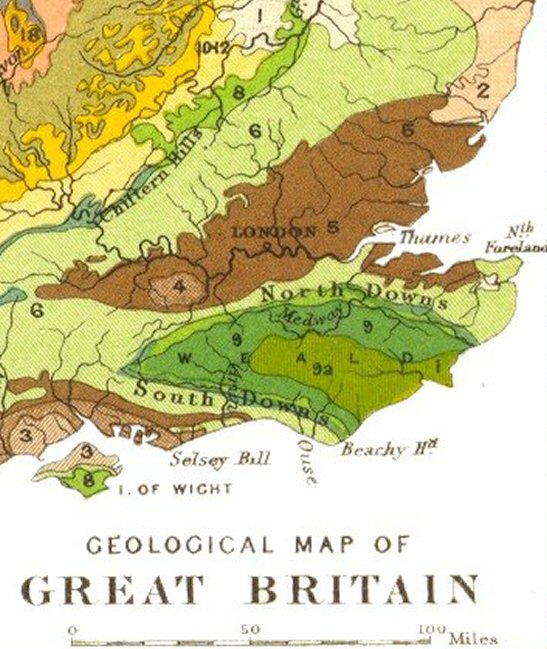
Mapa geogràfic i geològic del sud-est d'Anglaterra.

Aquest conjunt de turons ocupa gairebé tot el sud del litoral d'Anglaterra. Presenten una forma més elevada per la banda nord i, des de la cresta hi ha una vista extensa cap a la zona geogràfica de sorra i llims anomenada Weald. Cap al sud es veu el canal de la Mànega. Formen una franja de 110 km de llargada, que comença a la vall del riu Itchen, a prop de Winchester, (Hampshire), i arriba fins al cap anomenat Beachy Head, a prop d'Eastbourne, (East Sussex); en total una extensió de 670 km². Cap a l'oest els South Downs s'uneixen als North Downs i formen un únic relleu, els Hampshire Downs; vers l'est aquestes dues franges estan separades pel Weald. L'escarpament a l'est acaba en la costa del canal, entre Seaford i Eastbourne, on estan els espectaculars penya-segats de Seaford Head, un tram d'una vall seca anomenada Set Germanes i el cap Beachy Head, el punt més elevat de la costa britànica, a 162 msnm.
Els South Downs s'acostumen a dividir, per al seu estudi, en tres seccions: els de l'est d'Hampshire (East Hampshire Downs), els de l'oest (Western Downs) i els de l'est (Eastern Downs), més les valls que els travessen i la terra immediatament a baix, que formen una sendera escarpada. Generalment se'n fa referència dels Western Downs i dels Eastern Downs conjuntament amb el nom de Sussex Downs. Els Western Downs, cap a l'oest del riu Arun, són molt més boscosos, en particular a la cara escarpada, comparats amb els dels Eastern Downs. Aquesta secció —els Eastern Downs– era, de fet, l'única que fins al segle xix rebia el nom de South Downs, i és la més descrita en la literatura i en l'art, entre els quals cal esmentar Rudyard Kipling o Eric Ravilious.

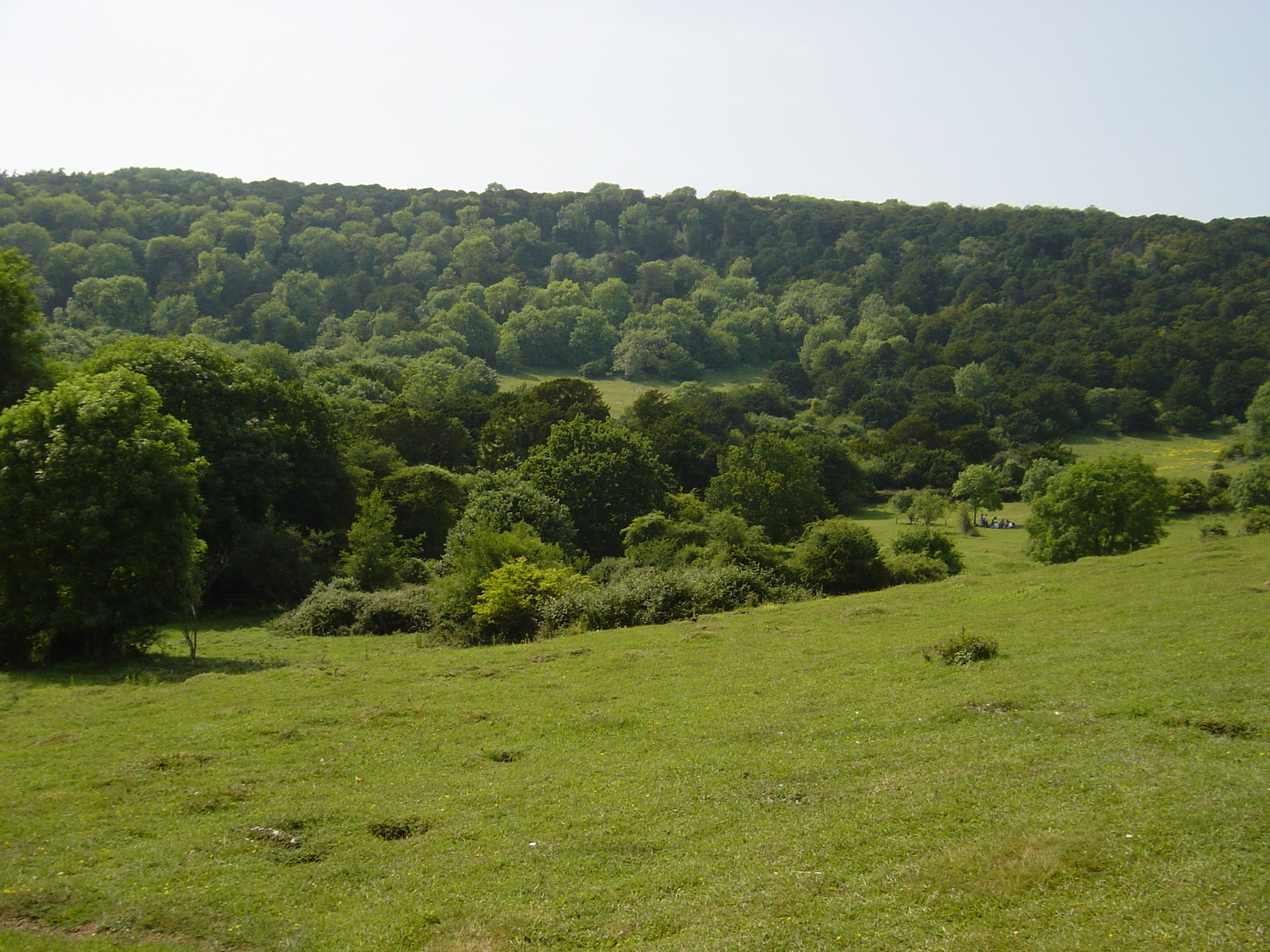
Zona boscosa a la vall del Kinley.

Hi ha quatre valls que tallen aquesta formació de turons: les dels rius Arun, Adur, Ouse i Cuckmere, que causen un contrast en el paisatge elevat. Els aqüífers formats sota la creta i, en menor grau, alguns torrents nascuts entre aquests turons, aporten aigua a les poblacions veïnes. Un tret característic del paisatge són les basses de rosada i els estanys artificials creats per acumular aigua potable.
Aquest lloc té dos elements representatius. L'un és L'Home llarg de Wilmington, una figura humana de 72 metres excavada en el terreny, obra de William Burell; l'altre són els molins de vent de Clayton. Hi ha també un memorial de la guerra, The Chattri, dedicat als soldats indis de l'àrea de Brighton, on van ser portats per a recuperar-se de les seves ferides durant la primera guerra mundial.

## Geologia

Secció transversal de l'anticlinal.

Des del punt de vista geològic, són una formació gruixuda de dipòsits de calç (creta), que van acumular durant el període del Cretaci, fa uns 60 milions d'anys, quan aquesta zona era un mar epicontinental. La roca està composta d'esquelets microscòpics de plàncton que viva en aquell mar i d'altres fòssils, els quals li confereixen un característic color blanc. La creta es divideix en tres tipus: la de la part superior, la de la part mitjana i la de la part inferior. Hi ha una beta nodular de roca color crema anomenada roca de Melbourn que marca el límit entre la zona inferior i la mitjana.
Els estrats del sud-est d'Anglaterra, inclosa la creta, es van plegar formant turons durant una fase de l'orogènesi alpina. Aquesta fase va produir l'anticlinal Weald-Artois, una estructura de forma semblant a una cúpula inclinada amb un llarg eix de plegament que va d'est a oest. L'erosió ha traslladat la part central de la cúpula i ha creat la forma escarpada que tenen els South Downs en la seva vessant sud i també el vessant sud dels North Downs. Entre aquestes dues formacions l'anticlinal ha estat subjecte de diferents tipus d'erosions que han configurat les valls i alguns turons intercalats en cercles cap al centre del sistema. Tres elements destacats d'aquesta zona són: el Greensand Ridge, el turó més prominent a la part nord del Weald, que inclou el Leith Hill, el pujol més alt del sud-est d'Anglaterra; les valls del Low Weald, formades per un material menys resistent; i per acabar, les roques més resistents a l'erosió del High Weald', al bell mig de l'anticlinal, sobre el qual es troba el bosc d'Ashdown.
Atès que el carbonat càlcic és un material porós i deixa passar l'aigua de la pluja, permet la formació de rierols subterranis.

## Altimetria

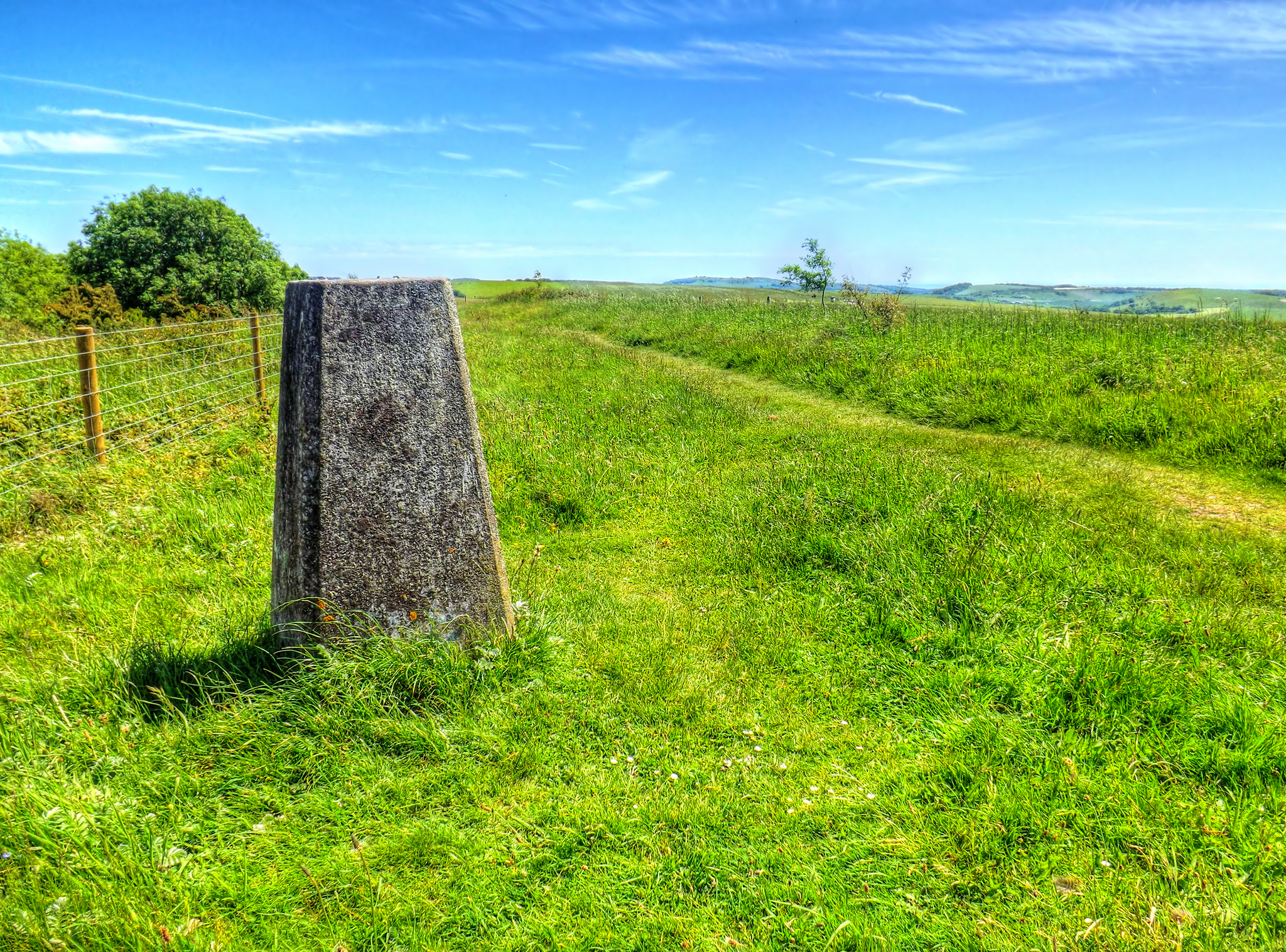
Punt trigonomètric que indica 699 peus d'alçada a prop de Storrington.

El punt més elevat és el turó anomenat Butser Hill, el cim del qual està a 270 msnm. Hi ha un altiplà amb lleugeres irregularitats no gaire pronunciades que va des de Petersfield, (Hampshire), que ara forma part d'una reserva natural.
Dins dels límits del Parc natural dels South Downs, que inclou parts del Weald occidental, al nord, el punt més elevat és el Blackdown, (West Sussex), a 280 msnm. Tanmateix, el Blackdown és un turó que geològicament no forma part dels South Downs sinó del Greensand Ridge.
La següent llista senyala les diferències d'altitud en els turons, ordenats d'oest a est:
- Butser Hill (270 m)
- West Harting Down (215 m)
- Beacon Hill (242 m)
- Linch Down (248 m)
- Littleton Down (255 m)
- Glatting Beacon (245 m)
- Chanctombury Hill (238 m)
- Truleigh Hill (216 m)
- Ditchling Beacon (248 m)
- Firle Beacon (217 m)

## Zones protegides
El parc dels South Downs
Les propostes per a crear un parc nacional als South Downs daten de la dècada del 1940, però no va ser fins al 1999 que la idea va rebre el suport del govern. Es va fer un estudi entre el 2003 i el 2009, després del qual el govern va anunciar que es crearia el parc. Aquest va estar operatiu des de l'1 d'abril del 2011. Dins dels seus límits també està inclosa la part oest del Weald, una àrea geològicament i ecològicament diferent però que també calia ser protegida.
El Parc Nacional dels South Downs substitueix dues àrees anteriorment reconegudes d'especial bellesa (AONB): l'East Hampshire AONB i la Sussex Downs AONB.
Les reserves naturals

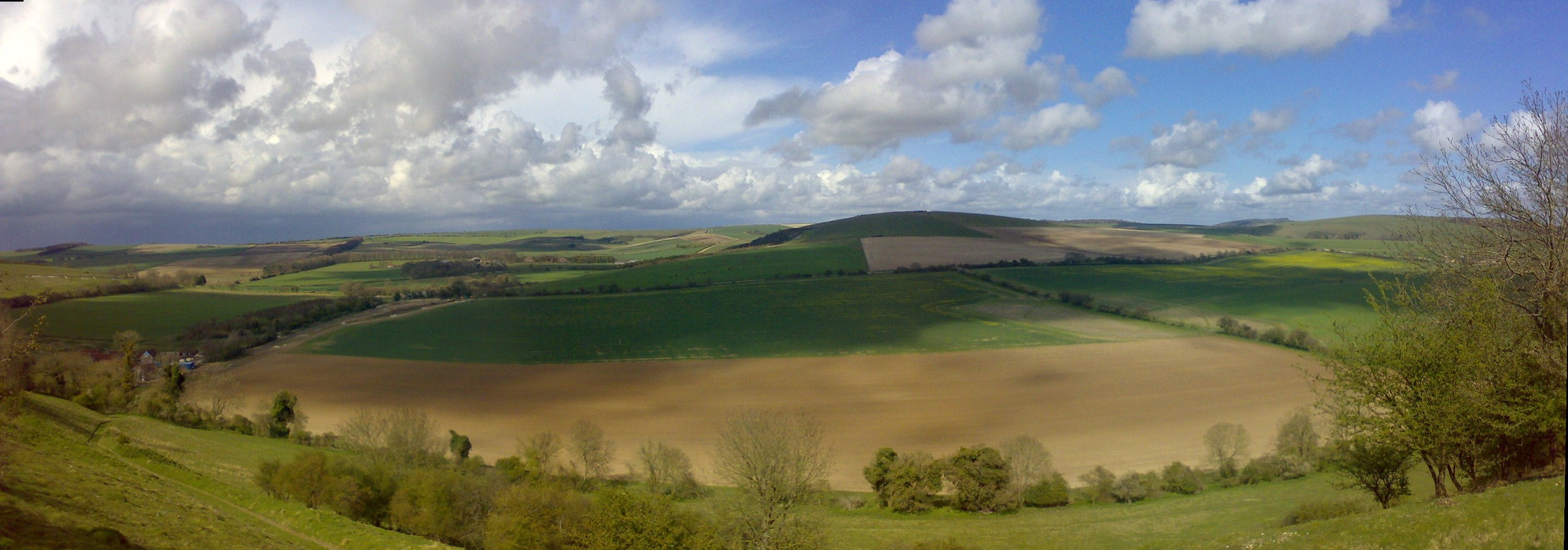
Els South Downs a prop d'Arundel.

Les reserves naturals (NNR) d'aquesta zona comprèn la vall del Kingley, a prop de Chichester, on està un dels millors boscos de teix d'Europa, dins el qual hi ha un grup dels arbres més antics de Gran Bretanya. Dins la reserva hi ha un dels enclavaments arqueològics més importants del sud del país, amb 14 monuments antics. Castle Hill, és un turó situat entre Brighton i Lewes, que és part de la reserva per ser un exemple de la tradició de pasturatge i els seus efectes. Lewes Downs (en especial el Mont Caburn), és una pedrera antiga i també un jaciment arqueològic. Lullington Heath, en el marge nord del bosc de Friston, al nord-oest de Eastbourne, és un dels dipòsits de creta més grans de la Gran Bretanya.
Als East Hampshire Downs les zones de reserva natural són: Butser Hill, d'importància històrica pel que fa a l'estudi de l'edat del bronze i l'edat del ferro; Old Winchester Hill, una terra baixa coberta d'herba cap a l'oest, que acaba de forma escarpada cap a la vall de Meon; i Beacon Hill, on la creta és de gran qualitat i s'estén durant 5 km cap a l'oest fins a Old Winchester Hill.

## Presència humana

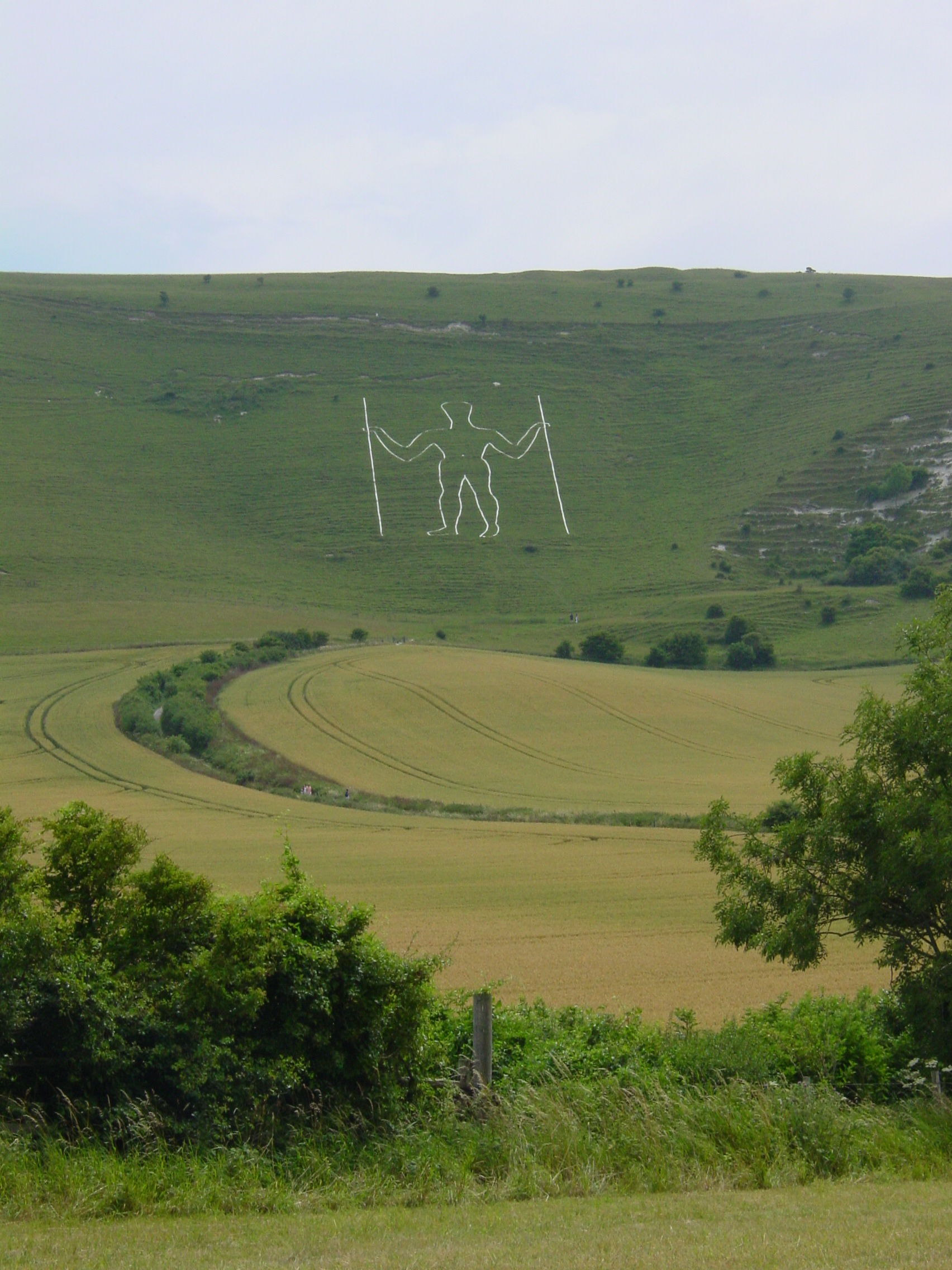
L'Home Llarg de Wilmington, ja existent el 1766.

Estudis arqueològics han revelat que els South Downs van estar aprofitats per a benefici humà des de fa milers d'anys. Hi van haver pedreres on els éssers humans del Neolític obtenien el material per elaborar les seves eines, en concret les mines anomenades Devil's Jumps i Devil's Humps. També s'han trobat restes de poblats fortificats a dalt d'alguns turons, com el de Chanctonbury Ring.
S'ha estimat que antigament, la major part, estava poblat per arbres, però que aquests van anar desapareixent fa 3.000 anys. L'actual extensió d'herba curta és el resultat de l'ús continuat com a zona de pasturatge.
L'any 1923 es va crear la Societat d'Homes dels Downs de Sussex —que després va canviar el nom pel de Societat dels South Downs— amb l'objectiu de protegir el seu paisatge únic.
Els South Downs són una destinació popular entre els excursionistes, per als quals hi ha 3.200 km de camins ben senyalitzats. En aquestes senderes hi ha ponts per a caminants, el més llarg és el South Downs Way. El Monarch's Way és una sendera que comença a Worcester i travessa els South Downs fins a acabar a Shoreham-by-Sea.
Està permesa la pràctica d'alguns esports com: el parapent, la bicicleta de muntanya, passeigs a cavall i les caminades. La Beachy Head Marathon (anteriorment anomenada Seven Sisters Marathon) és una cursa que passa per aquests turons, concretament a la part oest i es fa cada tardor. La South Downs Trail Marathon comença al poble de Slindon (a prop d'Arundel) i acaba en el parc del comtat Queen Elizabeth, al sud de Petersfield.
La cursa de més llargada és la marató de les 100 milles, que es fa al South Downs Way i una cursa ciclista de 75 milles des de Beachy Head fins a Queen Elizabeth Country Park.